# Phytomyza platonoffi
Phytomyza platonoffi este o specie de muște din genul Phytomyza, familia Agromyzidae, descrisă de Spencer în anul 1976. Conform Catalogue of Life specia Phytomyza platonoffi nu are subspecii cunoscute.